# Crociata sabauda
La crociata sabauda fu una spedizione crociata compiuta nella penisola balcanica nel 1366-1367. Pianificata in concomitanza con la crociata alessandrina e voluta da papa Urbano V, fu guidata dal conte Amedeo VI di Savoia e diretta contro il crescente impero ottomano nell'Europa orientale. Sebbene intesa come una collaborazione con il regno d'Ungheria e l'impero bizantino, la crociata fu distolta dal suo scopo principale è si trasformò in un'operazione militare finalizzata ad aggredire il secondo impero bulgaro. Lì i crociati ottennero piccoli guadagni che cedettero ai Bizantini. Inoltre, ripresero possesso di alcuni territori dagli Ottomani nelle vicinanze di Costantinopoli e nella penisola di Gallipoli.
Notando la maggiore attenzione prestata alla Bulgaria rispetto ai turchi, lo storico rumeno Nicolae Iorga ha sostenuto che «non si trattò di una crociata, poiché questa spedizione che assomigliava di più a un'avventura». Tuttavia, la presa di Gallipoli, secondo Oskar Halecki, fu «il primo successo ottenuto dai cristiani nella loro lotta per la difesa dell'Europa, e allo stesso tempo l'ultima grande vittoria cristiana [sui turchi] durante tutto il XIV secolo».

## Preparativi

### Voti
Il 31 marzo 1363, di Venerdì Santo, presso la papale Avignone, i re di Francia e Cipro, Giovanni II e Pietro I, fecero voto di crociata per recarsi in Terra santa e ricevettero da papa Urbano V il segno della croce (signum crucis) da cucire sulle loro vesti come segno del loro giuramento. Tale evento segnò l'inizio della crociata sabauda, anche se Giovanni II non avrebbe mai adempiuto personalmente al suo voto e Pietro I alla fine non collaborò con il conte di Savoia nell'impresa. Quest'ultimo fece il suo voto di crociata, anch'egli davanti a Urbano V, probabilmente solo il 19 gennaio 1364, quando si tenne ad Avignone un consiglio di magnati regionali per formare una lega (colligatio) contro le Grandi Compagnie, ormai libere e che si erano date al brigantaggio. Questa fu certamente l'occasione in cui il papa conferì ad Amedeo la Rosa d'oro, e il conte fondò l'Ordine cavalleresco del Collare in sostituzione della precedente, e probabilmente defunta, Compagnia del Cigno Nero. I membri originari dell'Ordine del Collare erano devoti seguaci, e spesso parenti, di Amedeo e tutti probabilmente si erano impegnati ad accompagnarlo in crociata. Alla fine tutti questi, tranne due che non potevano andare per motivi di salute, viaggiarono verso est. L'Ordine, come la crociata, era dedicato alla Vergine Maria. Il termine stabilito per la partenza della crociata era il 1º marzo 1365, anche se il papa si aspettava che Pietro di Cipro e Amedeo di Savoia partissero prima. La scadenza non fu rispettata da nessuno dei due, anche se il 27 giugno il re di Cipro lasciò Venezia per la crociata alessandrina 

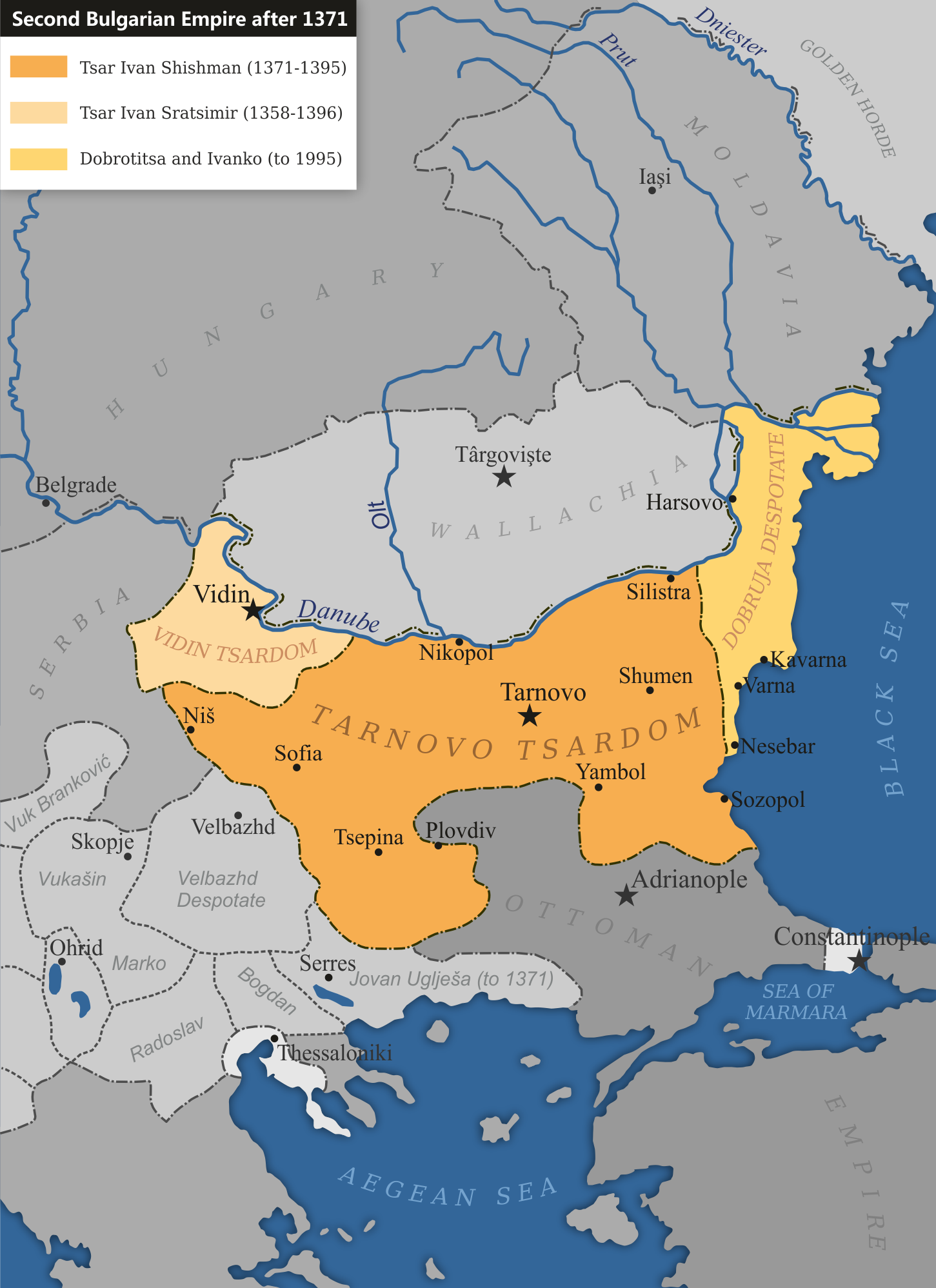
Mappa delle divisioni della Bulgaria al tempo della crociata

Nel maggio 1363, Urbano aveva lanciato un appello a Luigi I d'Ungheria per una crociata contro i turchi, e il re trascorse l'inverno 1364-1365 preparando un esercito per una grande offensiva progettata per spingere i turchi fuori dall'Europa. Nel gennaio 1365, come riferito a Venezia, dieci galee si stavano radunando in Provenza ad uso di Luigi, e questo aveva lanciato un appello per ottenere il sostegno a Zara e in Dalmazia. In primavera invase non l'Europa turca (Rumelia), ma il nord della Bulgaria, allora governata dal secondogenito dello zar, Ivan Sracimir. Luigi riuscì con successo a eseguire la pianificata occupazione ungherese di Vidin e portò Sracimir come prigioniero in territorio magiaro. La sua spedizione fu così completata in tempo per poter collaborare con Amedeo in un attacco congiunto contro i Turchi nella primavera del 1366.

### Finanze
Il 1º aprile 1364, Urbano V si impegnò seriamente a finanziare la spedizione di Amedeo con una serie di sette bolle che gli concedevano diverse nuove fonti di reddito. Tutti i «guadagni illeciti» (male acquisita) confiscati derivanti da furti, rapine o usura che non potevano essere restituiti (alle vittime) dovevano essere utilizzati per i sei anni successivi per la crociata. Inoltre «tutti i lasciti, le donazioni, le confische, le multe e le penitenze non ancora spesi che erano stati lasciati in eredità, donati, assegnati o riscossi pro dicto passagio et Terre Sancte subsidio [per il passaggio in Terra Santa e il suo benessere] nella contea di Savoia e nelle sue dipendenze per i dodici anni precedenti e per i successivi sei» furono assegnati al conte per la sua spedizione. Infine, la Chiesa doveva versare al conte una decima delle sue decime per la crociata, ad eccezione dei sacerdoti che avevano ricevuto il permesso di intraprendere il viaggio essi stessi.

### Esercito e flotta
All'inizio del 1366 Amedeo si trovava in Savoia per radunare il suo esercito. Più della metà dell'esercito era composto da vassalli ereditari del conte di Savoia, e quasi nessuna famiglia dei suoi domini era non rappresentata. Si unirono il fratellastro Oggero e il nipote Umberto, figlio del fratellastro Umberto. Parteciparono anche Aimone dei Savoia-Acaia, fratello minore di Giacomo di Savoia-Acaia, e i due figli illegittimi di Amedeo, entrambi di nome Antonio. Tra i crociati c'erano il cavaliere inglese Richard Musard, il cugino del conte Guillaume de Grandson, Aimone, erede di Amedeo III di Ginevra, troppo malato per adempiere il suo voto, e Louis de Beaujeu, signore di Alloignet, che prendeva il posto di Antoine de Beaujeu. Quando raggiunse Venezia, questo esercito era stato organizzato in tre batailles sotto la supervisione del maresciallo Gaspard de Montmayeur: la prima era guidata da Amedeo, Gaspard, Aymard de Clermont e dai fratelli Guy e Jean de Vienne; la seconda da Étienne de la Baume, il signore di Basset (probabilmente Ralph Basset), e il signore di Saint-Amour; la terza e più numerosa, la grosse bataille, era comandata da Guillaume de Grandson, Antelme d'Urtières e Florimont de Lesparre, e comprendeva i parenti del conte.
Vedendo che la crociata alessandrina aveva danneggiato le sue relazioni commerciali con le potenze islamiche, la repubblica di Venezia era poco propensa a partecipare alla crociata in progetto o a fornire il trasporto verso Oriente Una lettera di papa Urbano del marzo 1365 non li convinse altrimenti, ma un'ambasciata di Amedeo ottenne la promessa di ricevere due galee alla luce della richiesta del conte di cinque (e due fustee). Urbano, artefice della crociata, negoziò con Genova e Marsiglia per procurare le navi, ma la promessa di trasporto da parte dell'imperatore del Sacro Romano Impero Carlo IV non fu mai mantenuta. Un gran numero di mercenari delle grandi compagnie libere si unirono alla crociata e si erano riuniti a Tournus sotto la guida di Arnaud de Cervole, ma quando questi fu assassinato il 25 maggio 1366 nei pressi di Mâcon, abbandonarono la spedizione.

## Passaggio in Oriente

### Dalla Savoia a Venezia
Il 3 gennaio 1366 a Le Bourget-du-Lac, Amedeo, in vista della sua partenza, nominò sua moglie, Bona di Borbone, reggente in sua assenza, assistita da un consiglio di sette persone, di cui almeno due dovevano sempre essere presenti quando venivano emanati ordini per rendere questi efficaci. Forse per protestare contro il ritardo di questi sforzi o contro la destinazione proposta, che non era la Terra Santa, il 6 gennaio papa Urbano revocò le bolle del 1º aprile 1364, interrompendo così un'importante fonte di finanziamento. Anche se Amedeo si recò ad Avignone per protestare e apparentemente ricevette la benedizione papale per la sua avventura, le bolle rimasero revocate. Il conte fu costretto a chiedere un sussidio generale (tasse) per il viaggio ultramarino (viaggio oltremare), ma questo rimase non riscosso fino al 1368 e i costi del trasporto navale dovette essere coperto da prestiti (10 000 fiorini) da parte di alcune banche di Lione e dal pegno dell'argento di famiglia. L'8 febbraio Amedeo iniziò il viaggio via terra verso Venezia.
Amedeo raggiunse Rivoli il 15 febbraio e Pavia, dove regnava il cognato Galeazzo II Visconti, a metà marzo. Poi tornò indietro e visitò Saint-Jean-de-Maurienne prima di tornare a Pavia verso la fine di maggio, per fare il padrino al battesimo del figlio neonato di suo nipote Giangaleazzo II, Gian Galeazzo II Visconti (che morì infante un decennio dopo). Sua sorella, la madre di Giangaleazzo, Bianca, fece una donazione al suo forziere di guerra in questo periodo, e suo cognato fece un prestito di denaro e di uomini: 25 000 fiorini, venticinque uomini d'arme, seicento brigandi (mercenari) e sedici conestabili sotto il figlio bastardo Cesare, da pagare a spese di Galeazzo per i primi sei mesi. Metà dell'esercito crociato, sotto Étienne de la Baume, si recò da lì a Genova per imbarcarsi sulla flotta che lo attendeva e venne portato a Venezia. Il 1º giugno il resto dell'esercito guidato da Amedeo partì per Padova, dove la famiglia regnante, i De Carrara, gli offrirono l'uso del loro palazzo a Venezia. L'8 giugno Amedeo e il grosso dell'esercito arrivarono a Venezia, dove i veneziani, informati che la crociata non era diretta in Terra Santa, offrirono maggiore assistenza, comprese navi e uomini, se i crociati avessero sottratto Tenedos ai genovesi (cosa che non fecero). La partenza della flotta avvenne intorno al 21 giugno.

### Da Venezia a Gallipoli
La flotta navigò lungo la costa dalmata, fermandosi a Pola, Ragusa, Corfù e infine Corone, che era sotto il controllo veneziano. Lì Amedeo apprese che Maria di Borbone, figlia del duca Luigi I di Borbone, la cui nipote Bona era moglie di Amedeo, era assediata nel suo castello di Pylos (Navarino) dall'arcivescovo di Patrasso, Angelo (Giovanni?) Acciaioli, che si era impadronito delle sue terre per conto di Filippo di Taranto, suo cognato, il quale contestava la rivendicazione del principato di Acaia da parte di Maria per conto del suo giovane figlio, Ugo, il cui padre era il defunto Roberto di Taranto. All'inizio del 1366 Maria e Ugo avevano radunato un esercito di mercenari provenienti da Cipro e dalla Provenza e avevano iniziato a reclamare il territorio del principato da lei rivendicato. Durante le trattative, il castellano di Maria a Pilo, Guillaume de Talay, aveva arrestato Simone del Poggio, il balivo di Filippo di Taranto, e lo aveva imprigionato nelle prigioni di Pilo. Al momento dell'arrivo di Amedeo, una controffensiva guidata dall'arcivescovo aveva messo all'angolo Maria e Ugo a Pilo. Fu chiesto al conte di Savoia di arbitrare. Egli stabilì che Maria dovesse rinunciare a qualsiasi rivendicazione su Patrasso e che l'arcivescovo dovesse evacuare le sue truppe dall'Acaia meridionale, lasciandone a Maria il pacifico possesso. Salvata la «damigella in pericolo» e difesi i «diritti della Chiesa», Amedeo tornò alle sue navi.
A Corone, la flotta veneziana, guidata da Antelme d'Urtières, capitano della galea del conte, si riunì ai genovesi per formare una flotta di quindici navi sotto il comando generale dell'ammiraglio Étienne de la Baume. L'esercito fu diviso tra le galee in base alla geografia: c'era una nave per gli uomini di Bresse (Breysse), un'altra per «gli uomini di «Faucigny» (des gens de Foucignie), un'altra per quelli di Savoia propriamente detta (Savoye), eccetera. Tutte le navi dovevano navigare in vista l'una dell'altra e nessuna doveva precedere quella del conte; erano previste multe in caso di violazione di questi ordini. Per comunicare tra le navi si usavano segnali con le bandiere di giorno e con le lanterne di notte; i segnali di attacco erano dati dai trombettieri della nave del conte. L'intero viaggio fu rigorosamente controllato dal conte di Savoia. Da Corone la flotta procedette verso San Giorgio d'Albora su Idra, quindi verso Negroponte, ed infine Euripe, l'ultima tappa prima di entrare in territorio turco. Qui acquistarono acqua pulita e il medico del conte, Gui Albin, acquistò saculi pro stomaco, una sorta di disinfettante per lo stomaco.

## Campagne

### Gallipoli
Sebbene i crociati sperassero nell'aiuto da parte dell'imperatore bizantino Giovanni V Paleologo, il papa lo aveva subordinato al fatto che egli riportasse la Chiesa greco-ortodossa in comunione con la Chiesa cattolica romana - e quindi sotto la supremazia papale - anche se era l'impero bizantino che la crociata cercava di sollevare dalla pressione turca. I crociati si aspettavano anche il sostegno di Luigi d'Ungheria, anche se tutto ciò che ricevettero da esso furono due scudieri reali che servirono Amedeo «nelle province bulgare» (in partibus Burgarie). Nella primavera del 1366, Giovanni V si recò alla corte ungherese per accettare aiuti militari e giurare a nome suo e dei suoi figli di convertirsi al cattolicesimo. Il 1º luglio papa Urbano aveva esteso a Luigi l'indulgenza per le crociate, ma il 22 luglio una lettera del papa sospendeva per un anno i privilegi concessi all'inizio del mese, rimandando l'assistenza ai Greci a dopo il loro ritorno all'ovile cattolico e convincendo Luigi a non assistere gli "scismatici", sebbene il papa non glielo avesse espressamente vietato. Al suo ritorno attraverso la Bulgaria, da poco attaccata dall'aspirante alleato, Giovanni si trovò in trappola, imprigionato o circondato dalle forze bulgare, e non poté proseguire verso il proprio dominio, dove il figlio Andronico IV, sposato con Keratsa, figlia dello zar bulgaro, aveva preso il controllo del governo. Amedeo e Giovanni V erano cugini di primo grado mentre la madre di Giovanni, Anna, era la sorella del padre di Amedeo, Aimone.
Informato della situazione in Bulgaria e delle posizioni turche in Europa, Amedeo condusse la sua flotta nei Dardanelli, dove fu raggiunta da una flottiglia guidata da Francesco I Gattilusio, principe di Lesbo e genero dell'imperatore intrappolato. Le cronache sabaude riportano che incontrarono un distaccamento dell'esercito bizantino sotto il patriarca di Costantinopoli. Il 22 agosto, la flotta crociata combinata diede il via alle operazioni di riconquista di Gallipoli, la seconda città dei turchi in Europa. Mentre l'esercito assaltava le mura, i turchi abbandonarono la città durante la notte e al mattino gli abitanti aprirono le porte ai crociati. Le fonti fanno poca luce su questo breve episodio. Secondo il registro del conte, il 26 agosto sia la città che la cittadella erano in mano ai Savoia. Furono nominate guarnigioni e comandanti per ognuna di esse: Giacomo di Luserna per la città e Aimone Michaele per la cittadella, con la responsabilità non solo di difendere Gallipoli ma anche di sorvegliare l'ingresso dello stretto. Il 27 agosto fu inviato un messaggero verso ovest con la notizia della «prima e più famosa vittoria del conte contro i turchi pagani».
Le cronache spiegano il rapido successo con la ritirata turca, ma si sa anche che il 12 settembre, a Pera (Beyoğlu) a Costantinopoli, il conte stava preparando i funerali di alcuni dei suoi uomini uccisi nell'attacco a Gallipoli, tra cui Simon de Saint-Amour e Roland de Veissy, entrambi cavalieri del Collare. L'economo del conte, Antoine Barbier, acquistò diciotto scudi con il «dispositivo del Collare» (devisa collarium) per i loro funerali. Ottantuno torce di cera ed elemosine furono pagate per la sepoltura di Girard Mareschal dalla Savoia e Jean d'Yverdon dei Vaudois. Una tempesta nel Mar di Marmara impedì al resto della crociata di lasciare Gallipoli, ma il 4 settembre era già arrivata via mare a Costantinopoli. La flotta sbarcò a Pera (Beyoğlu), il quartiere genovese dove alloggiò la maggior parte dei suoi uomini, anche se alcuni presero alloggio a Galata, il borgo de Veneciis (quartiere veneziano). Amedeo stesso acquistò una casa non arredata nella città vera e propria. Oltre alle spese per l'arredamento e i funerali, il conte pagò al suo interprete Paulo tre mesi di salario.

### Bulgaria

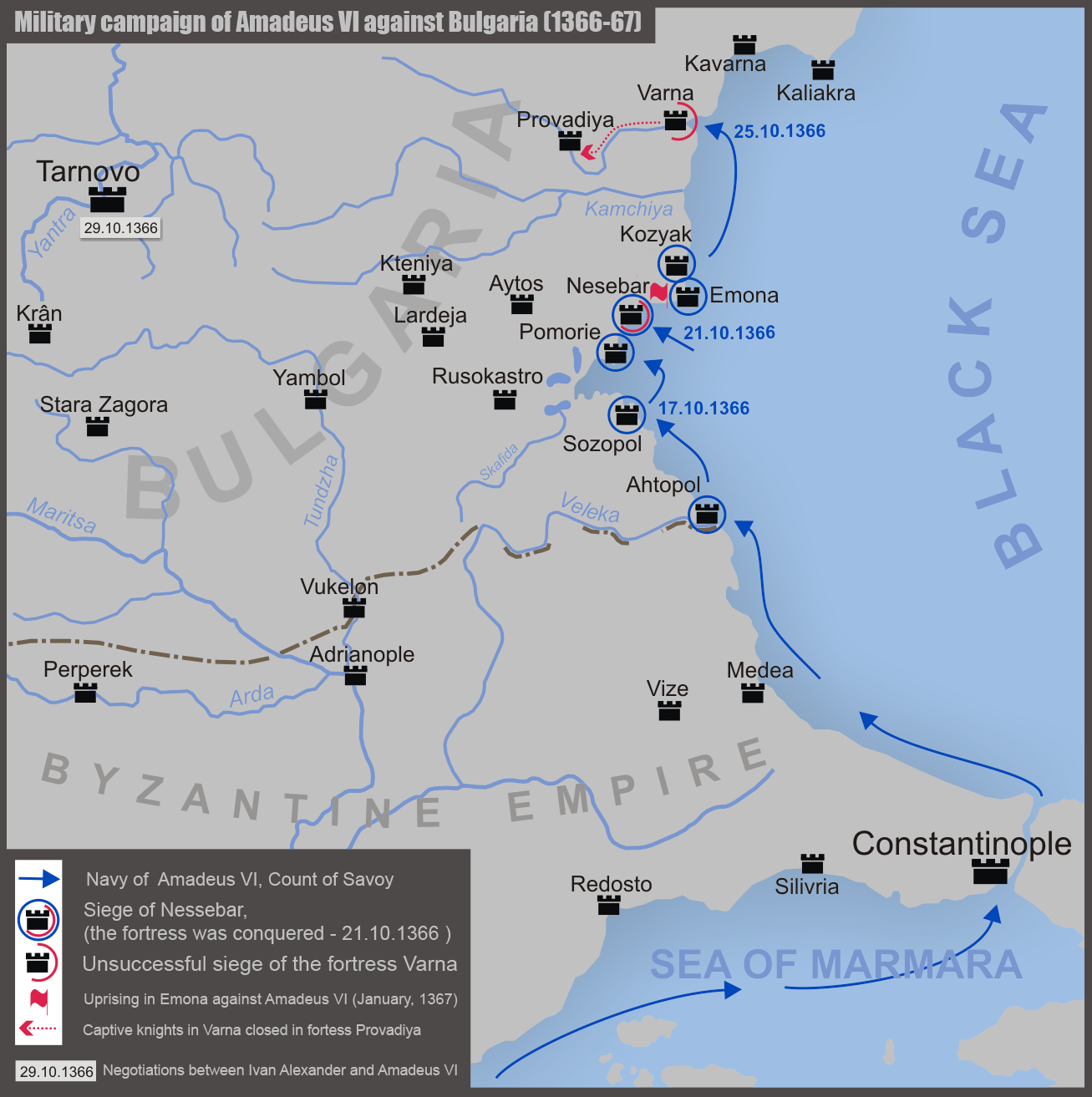
Mappa della spedizione bulgara

Da Costantinopoli, Amedeo inviò un'ambasciata sabauda a Giovanni V, che pare si trovasse a Vidin. Sembra che abbia chiesto un intervento armato per liberarlo e farlo tornare nella sua capitale. La sua imperatrice, Elena Cantacuzena, offrì al conte di Savoia del denaro per una spedizione militare in Bulgaria, sebbene Amedeo non avesse alcun mandato del papa per attaccare i bulgari, cristiani anche se scismatici (non cattolici). Lasciando un contingente a Costantinopoli, il 4 ottobre il conte condusse una flotta lungo la costa bulgara del Mar Nero. In due giorni raggiunsero il porto di «l'Orfenal» (Lorfenal) e poi Sozopolis, che si supponeva fosse da tempo in mano ai Bizantini, ma che ora sembra appartenere ai Bulgari. Non ci fu alcuna battaglia e non è chiaro se la città si arrese o fu semplicemente aggirata. Le note delle spese di Amedeo VI lo indica come «apud Tisopuli» (a Sozopolis) dal 17 al 19 ottobre, ma è possibile che si sia accampato solo fuori dalle mura. È probabile, tuttavia, che abbia catturato Burgas. Il 20 ottobre furono conquistate la città di Nesebar (Mesembria) e la sua cittadella. Dopo aver opposto una strenua resistenza che causò la morte di molti cavalieri e scudieri cristiani, i mesembrini furono messi a ferro e fuoco, senza risparmiare donne e bambini, e la città fu saccheggiata. Pomorie, che i Savoiardi chiamavano Lassillo o l'Assillo (da Axillo, o Anchialus) fu poi conquistata, e forse anche Macropolis (Manchopoly) e Scafida (Stafida), ei Savoiardi controllarono il Golfo di Burgas.
La regione costiera della Bulgaria, la moderna Dobrugia, era all'epoca il principato semi-indipendente di Karvuna, governato da Dobrotitsa come marca di frontiera dell'impero bulgaro. Il suo capoluogo, un tempo sede metropolitana, era Varna. Il 25 ottobre i crociati arrivarono davanti alla suddetta città e inviarono un'ambasciata ai cittadini chiedendo loro di arrendersi. Questi rifiutarono, ma promisero di inviare i propri messaggeri allo zar Ivan Šišman, la cui capitale era a Veliko Tărnovo (Tirnovo), chiedendogli di consentire il passaggio di Giovanni V, sebbene Šišman non controllava Vidin in quel momento, che era nelle mani di suo fratello, Ivan Sracimir. Nel frattempo, i Varnani rifornirono l'esercito crociato e tra Tarnovo e l'accampamento del Conte Verde furono scambiate diverse ambasciate. Per rafforzare la sua posizione negoziale, Amedeo attaccò e catturò Emona (Lemona, l'Emona), una fortezza a Capo Emine, più a sud lungo la costa. Dopo la capitolazione, gli Emoni si ribellarono e dovettero essere schiacciati. Stabilita lì una guarnigione, Amedeo tornò a Varna.
Mentre la tregua tra Varna e il conte di Savoia si trascinava, una banda di giovani crociati si avventurò via mare per conquistare di notte il piccolo castello di «Calocastre». Furono scoperti dalle guardie mentre cercavano di scalare le mura e massacrati. Pur esprimendo disapprovazione per la loro azione indipendente, Amedeo guidò una spedizione di rappresaglia che portò al massacro della popolazione di Calocastre. I negoziati con i bulgari proseguirono fino a metà novembre e, forse su insistenza dello zar, il Conte Verde tolse l'assedio a Varna e si ritirò a Nesebar, lasciando una guarnigione a Emona, prima del 18 novembre. Il 23 dicembre lo zar Šišman comunicò ad Amedeo che l'imperatore aveva il permesso di recarsi da Vidin a Kaliakra, nel dominio di Dobrotitsa. Il conte mandò ad attenderlo un gruppo di benvenuto e passò l'inverno a Nesebar, dove amministrò a fondo la città, riscuotendo tasse di ogni tipo. All'inizio del gennaio 1367 il conte trasferì la sua corte oltre il golfo, a Sozopolis, dove l'imperatore arrivò finalmente il 28 gennaio, senza essersi fermato a Kaliakra.

### Vicinanze di Costantinopoli
Alla fine di gennaio o all'inizio di febbraio, i cittadini di Emona si ribellarono. Il 15 marzo, probabilmente dopo che l'imperatore era partito per Costantinopoli, avendo promesso di sostenere i costi della spedizione di Amedeo in Bulgaria in cambio di ricevere le città conquistate, il conte si recò a Nesebar per supervisionare gli ultimi preparativi per la sua partenza, compreso il riscatto di tutti i suoi uomini che a quel punto erano ancora prigionieri nelle carceri bulgare. Il 9 aprile tutto era stato compiuto e i crociati erano di nuovo a Costantinopoli, dove, secondo le parole dei cronisti savoiardi, «l'imperatore, per ricevere il cugino conte in modo più elevato e onorevole, fece preparare i sacerdoti, i collegi e tutti gli ordini religiosi, signori, cittadini, mercanti, popolo, donne e bambini, e [tutti] si recarono in riva al mare per incontrare il conte, gridando "Viva il conte di Savoia, che ha liberato la Grecia dai Turchi e l'imperatore, nostro signore, dalle mani dell'imperatore di Bulgaria"». A Costantinopoli, Giovanni V accettò infine di pagare 15 000 fiorini dei costi della spedizione bulgara, anche se alla fine ne ricevette solo 10 000 circa.
Amedeo intendeva ancora muovere guerra ai turchi, ma i suoi mezzi per farlo erano diminuiti dopo la cattura di Gallipoli. Tuttavia, il 14 maggio prese il castello turco di Eneacossia, sulla sponda settentrionale della Marmora, che lo storico greco Giovanni Cantacuzeno ci informa fosse la «fortezza vicino a Rhegium», l'odierna Küçükçekmece. Uno dei soldati savoiardi fu premiato per aver piantato lo stendardo sabaudo in cima alla torre durante la battaglia. Nello stesso mese Amedeo dovette precipitarsi a nord per difendere Sozopolis da un assalto turco. Intorno al 24 maggio, i suoi uomini incendiarono la fortezza turca chiamata Caloneyro, probabilmente rappresentata dalle rovine bizantine di Büyükçekmece. Per tutto il mese di aprile-maggio la preoccupazione principale della crociata fu quella di pagare gli armatori e raccogliere fondi per il viaggio di ritorno.

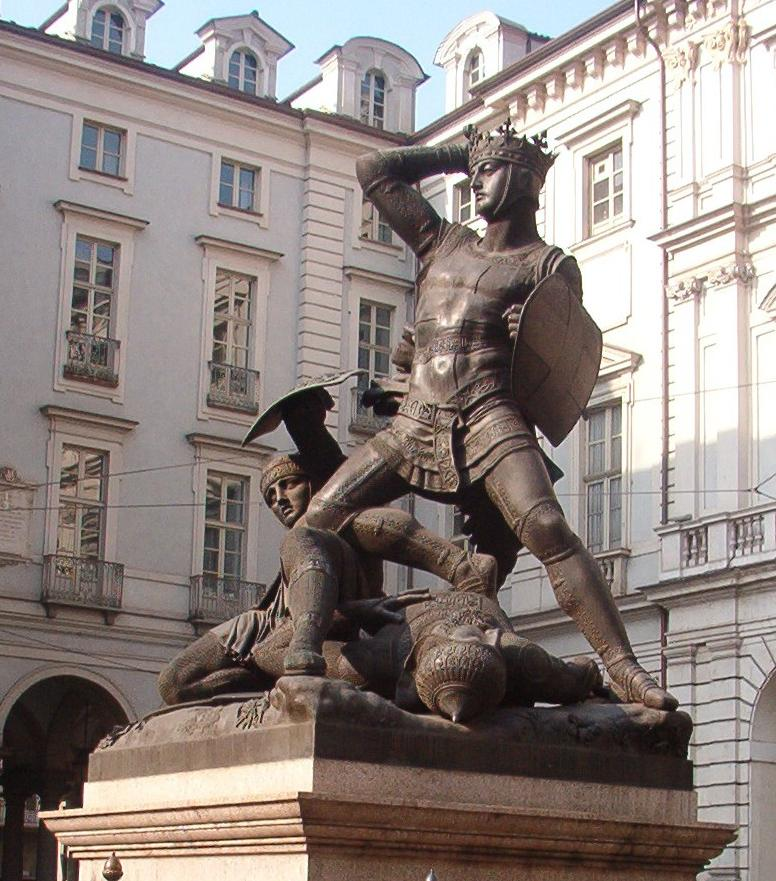
Amedeo che uccide un turco, statua di Pelagio Palagi, piazza Palazzo di Città, Torino.

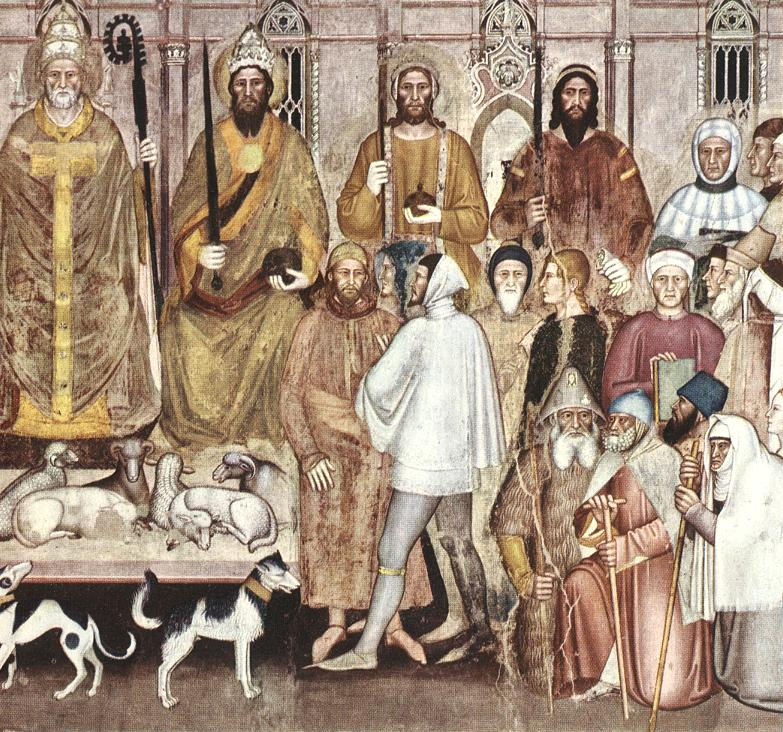
Un affresco in stile fiorentino di Andrea di Bonaiuto nella cappella degli Spagnoli della basilica di Santa Maria Novella mostra Amedeo VI (quarto da sinistra nell'ultima fila) nelle vesti di crociato

## Viaggio di ritorno
Durante il resto del periodo trascorso a Costantinopoli, Amedeo cercò senza successo di negoziare la fine dello scisma tra Chiesa Occidentale e Orientale. Pur avendo insediato Paolo, patriarca latino di Costantinopoli, a Gallipoli e non a Costantinopoli, in ossequio ai Greci, Paolo tornò in Italia con la crociata, lasciando Costantinopoli il 9 giugno 1367. Il conte di Savoia viaggiò a bordo di una nuova galea che il suo uomo Giovanni di Conte aveva acquistato a Pera (Beyoğlu). Il 13/14 giugno i crociati arrivarono a Gallipoli. Amedeo pagò la guarnigione e consegnò la città e la cittadella ai Bizantini. Il 16 giugno la flotta raggiunse Tenedos. Tra il 20 e il 22 giugno si fermò a Calcide, dove il Conte Verde pagò quattro perperi d'oro a due menestrelli di Ruggero de Llúria, vicario generale del ducato di Atene, che erano venuti a portare i saluti del loro padrone e si erano trattenuti per intrattenere la serata.
A Calcide, molti lasciarono la crociata per andare a Cipro e combattere sotto il re Pietro I, che prometteva maggiori opportunità di combattere gli infedeli (e meno di combattere i fratelli scismatici nella fede). I crociati di ritorno si fermarono a Modone e Chiarenza, arrivando a Corfù il 10 luglio. Una settimana dopo si fermarono a Ragusa e il 29 luglio sbarcarono a Venezia. La notizia delle loro vittorie li precedettero.
Amedeo rimase nel palazzo dei Da Carrara a Venezia per cinque settimane: saldò i debiti, fece doni di ringraziamento alle chiese, contrasse più prestiti (8 872 ducati da Bartolomeo Michaelis e 10 346 da Federigo Cornaro). Si recò a Treviso per alcuni festeggiamenti di cui non è chiaro il significato (23-26 agosto). Per sciogliere i suoi voti, Amedeo dovette accompagnare gli ambasciatori di Giovanni V a Roma. Si recò via terra fino a Pavia, dove arrivò il 18 settembre per attendere i bagagli che risalivano dalle acque del Po e il tesoro che scendeva dalla Savoia per finanziare il suo ultimo pellegrinaggio a Roma. Il 25 settembre partì per Pisa, e da lì per Viterbo, dove incontrò papa Urbano e presentò l'ambasciata bizantina. Proseguì con l'entourage papale fino a Roma, dove papa Urbano entrò solennemente in città il 12 ottobre, primo papa a tornare stabilmente Roma dal 1305. Amedeo rimase a Roma circa due settimane prima di tornare a Chambéry entro Natale via Perugia e Firenze (inizio novembre), passando per Pavia (metà novembre), Parma, Borgo San Donnino e Castel San Giovanni. Durante tutto il suo viaggio da Venezia a Roma alla Savoia, il Conte Verde fu onorato come un crociato trionfante.

## Perdita di Emona e Gallipoli
Amedeo lasciò la città di Emona nelle mani del figlio illegittimo, il maggiore Antonio, con una piccola guarnigione. Secondo i cronisti sabaudi, Jehan Servion e Jean d'Oronville Cabaret, gli abitanti ingannarono i Savoiardi con atti di gentilezza prima di condurli in un'imboscata, dove Antonio fu catturato. Si suppone che questo abbia languito in una prigione bulgara fino alla morte. Sebbene questo resoconto non sia corroborato da fonti precedenti, è certo che Emona andò perduta per i bulgari e che il maggiore Antonio non compare nei conti del tesoro del padre in nessun momento dopo la crociata.
Gallipoli non fu persa dalla cristianità da nessuna azione dei turchi. Dopo tre anni di guerra civile tra Giovanni V e suo figlio, Andronico IV, fu consegnata da quest'ultimo come pagamento per il suo sostegno. Così, dopo dieci anni di occupazione cristiana, fu occupata nell'inverno del 1376-77 dal sultano Murad I.

## Riferimenti
1. ↑  "Ce n'était pas même une croisade ... cette expédition, qui ressembla beaucoup à une équipée".
2. ↑  Distinto come Antonio, bastardo di Savoia, junior e senior
3. ↑  Secondo Cox (1967), pp. 213-215, questo evento storico è essenzialmente confuso nelle Gestez et Croniques de la Mayson de Savoye, che chiamano Maria, la "desposte des Inus", una cugina piuttosto che una nipote di Bona. Il suo castello si trova a "Jungs", nella baia conosciuta come "Port de Junch" o "Junke", dal veneziano Zonklon. I registri delle spese del conte lo indicano come castrum de Jonc. La Chronique riporta anche il risultato come una vittoria per l'arcivescovo, il quale "si prese cura [del conte], lo lodò molto e gli donò molte belle reliquie". Secondo Aziz Atiya, The Crusade in the Later Middle Ages (Londra, 1928), 387, i possedimenti contesi erano a "Zuchio e al castello di Manolada".